# Branża gier komputerowych w Finlandii
Branża gier komputerowych w Finlandii – ogół produkcji i dystrybucji gier komputerowych w Finlandii.
Choć pierwsza fińska gra komputerowa powstała jeszcze w 1955 roku, masowa produkcja growa w Finlandii rozpoczęła się dopiero w latach 80. XX wieku. Lata 90. to rozwój demosceny i czas powstania studiów takich jak Remedy Entertainment, które zyskało sławę dzięki grze Max Payne. Po roku 2000 branża rozwinęła się dzięki sukcesom gier mobilnych, takich jak Angry Birds od Rovio. Finlandia jest znana z silnego sektora gier niezależnych oraz sukcesów w produkcji gier zarówno mobilnych, jak i na komputery osobiste.

## Początki branży i pierwsze gry komputerowe (1979–1989)
Pierwszą grę komputerową w Finlandii zaprojektował Hans Andersin w 1955 roku; była to adaptacja popularnej chińskiej gry Nim. Jednak rozrywka elektroniczna kształtowała się najpierw w sektorze salonów gier. Pierwsze automaty ze sprowadzanymi z zagranicy automatami do gier były instalowane obok popularnych flipperów. Rozwój przemysłu arcade w Finlandii zahamowało uchwalenie w 1976 roku ustawy o salonach rozrywki, która regulowała między innymi rynek automatów. Ponieważ wskutek działań rządowych rynek automatów stracił impet, uwaga graczy skierowała się na konsumpcję i produkcję gier na mikrokomputery.
Pierwszą grę na mikrokomputery, adaptację szachów, stworzył w 1979 roku Raimo Suonio na niewielkim komputerze Telmac. Jednakże kultura gier komputerowych zaczęła się kształtować głównie za sprawą komputerów Commodore 64. Liczne drobne gry powstawały właśnie na tych maszynach, często były publikowane jako przedruki w magazynie „Mikrobitti”. Za pierwszą komercyjną fińską produkcję uchodzi Raharuhtinas, którą zaprogramował w 1984 roku Simo Ojaniemi, a wydała pionierska spółka Amersoft. Amersoft był też wytwórnią, w której powstała pierwsza licencjonowana adaptacja rodzimego filmu, Uuno Turhapuro muuttaa maalle, sprzedana w liczbie 2000 egzemplarzy. Swoich sił próbowały też spółki Triosoft i Teknopiste. W latach 80. jednak żadna ze spółek fińskich nie odniosła sukcesu komercyjnego na polu gier. Wśród najpłodniejszych programistów fińskich z owej dekady wskazuje się Stavrosa Fasoulasa, autora m.in. dobrze przyjętej strzelanki Sanxion (1985), oraz Jukkę Tapanimäkiego, twórcę „kosmicznego” klona Boulder Dasha (Netherworld, 1988), inspirowanej dziełami Hansa Rudolfa Gigera gry platformowej Zamzara (1989) i klona brytyjskiej Elite pod nazwą MoonFall (1991).
W dziedzinie dziennikarstwa cyfrowego przełomową postacią był Niko Nirvi, specjalizujący się w artykułach nasyconych czarnym humorem i osobistym stylem pisarskim. Oprócz pionierskiego „Mikrobitti” jeszcze w latach 80. został założony inny ważny periodyk branżowy, „C-lehti” (1987), przemianowany w 1992 roku na „Pelit”.

## Rozwój kultury gier komputerowych (1990–2000)

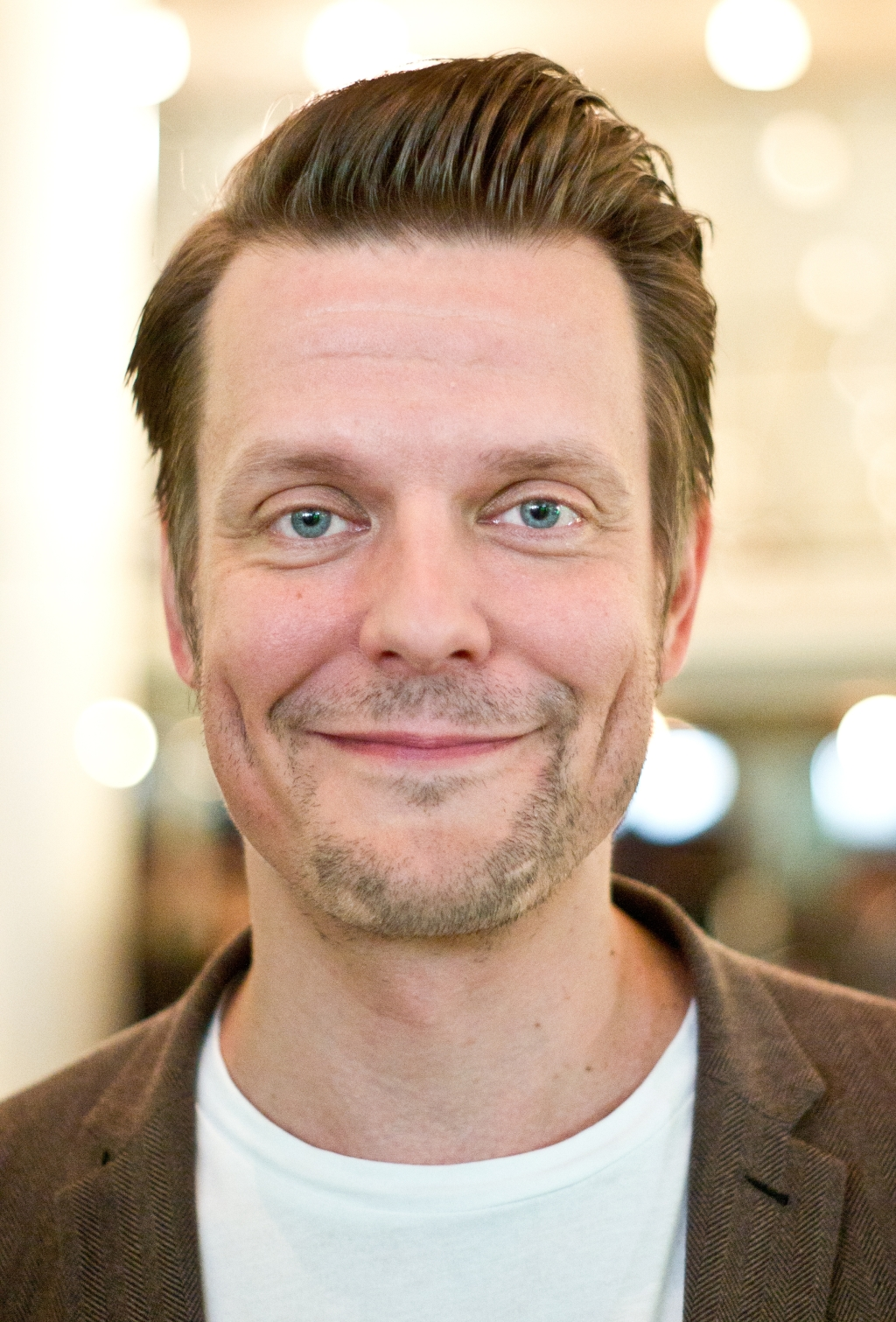
Sami Järvi (Sam Lake), jeden z najważniejszych fińskich twórców gier komputerowych

Lata 90. XX wieku przebiegły pod znakiem intensywnego rozwoju kultury gier komputerowych, przede wszystkim – demosceny. Na tworzeniu demonstracyjnych programów znacząco zyskali twórcy skupieni wokół eksperymentalnych studiów Future Crew i Assembly. W 1993 roku powstały pierwsze komercyjne, fińskie studia gier komputerowych: Bloodhouse oraz Terramarque. Bloodhouse zadebiutowało szeroko uznaną w mediach branżowych strzelanką Stardust (1993), a po fuzji z Terramarque w 1995 roku (jako Housemarque) zdobyło jeszcze większe uznanie grą Supreme Snowboarding (1999), symulacją tytułowego zimowego sportu sprzedaną w liczbie 1,5 miliona egzemplarzy. Największą estymą cieszyło się jednak studio Remedy Entertainment, złożone z członków Future Crew (w tym Samiego Järviego, znanego też pod pseudonimem Sam Lake). W 1996 roku Remedy wyprodukowało grę wyścigową Death Rally, inspirowaną brytyjską MicroMachines, po czym rozpoczęło przygotowania do wysokobudżetowej produkcji.
Przebojem w dziedzinie gier mobilnych stała się Matopeli (1997) autorstwa Tanelego Armanto, szerzej znana jako Snake. Mobilna wersja gry w węża z lat 70., dostosowana do telefonów komórkowych rodzimego przedsiębiorstwa Nokia, była dystrybuowana fabrycznie wraz z modelami Nokii i doczekała się licznych wznowień.
W dziedzinie fińskiego dziennikarstwa growego w latach 90., gdy do konkurencji „Pelit” przeszedł Niko Nirvi, wysoki poziom recenzji w „MikroBitti” utrzymywał głównie recenzent Jukka O. Kauppinen. „MikroBitti” pod koniec XX wieku stopniowo tracił na popularności w porównaniu z „Pelit”.

## Przełom XXI wieku (2001–2007)

### Rozwój i upadek sektora mobilnego

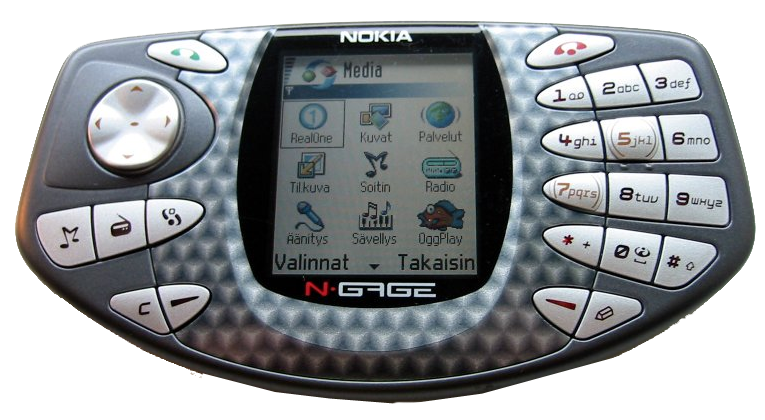
Nokia N-Gage, lokalna hybryda konsoli przenośnej i telefonu komórkowego

Popularność telefonów Nokii spowodowała, że przede wszystkim za sprawą tej wytwórni telefonów na znaczeniu zyskały gry komórkowe pobierane za pomocą protokołu WAP, między innymi autorstwa studia Riot Entertainment. Riot jednak już w 2002 roku zbankrutowało w wyniku pęknięcia bańki rynku informatycznego. Nokia próbowała wypromować bez powodzenia także hybrydę konsoli przenośnej i telefonu komórkowego, Nokię N-Gage. Również próby rodzimej produkcji gier mobilnych, podjęte przez studia Sumea, Universomo i Mr. Goodliving, zakończyły się szybkim przejęciem tychże wytwórni przez zagraniczne wydawnictwa. Reakcją na plajtę fińskich przedsiębiorstw było uzwiązkowienie twórców gier w ramach organizacji non-profit Neogames w 2003 roku; w 2002 roku za sprawą badacza Fransa Mäyry Uniwersytet w Tampere rozpoczął nauczanie groznawstwa na studiach.

### Przełom:Max PayneiRally Trophy
Branżę gier komputerowych w Finlandii uratowała zupełnie inna, wysokobudżetowa produkcja – Max Payne (Remedy Entertainment, 2001). Inspirowana estetyką azjatyckiego kina sensacyjnego Johna Woo strzelanka śledziła losy tytułowego policjanta, który szuka sprawców morderstwa popełnionego na jego rodzinie. Przedsięwzięcie Petriego Järvilehto i Samiego Järviego, w dużej mierze dzięki wykorzystaniu ułatwiającego rozgrywkę czasowego efektu bullet time, cechowało się widowiskowością i skutkowało sprzedażą ok. 8 milionów kopii. Powstał też sequel strzelanki pod tytułem Max Payne 2: The Fall of Max Payne (2003).
Powodzeniem komercyjnym cieszył się także symulator rajdów samochodowych Rally Trophy (Bugbear Entertainment, 2001) Jannego Alanenpy – 600 tysięcy sprzedanych egzemplarzy. Bugbear wyprodukowało też między innymi grę wyścigową FlatOut (2004), cechującą się przede wszystkim wiarygodnym odwzorowaniem zniszczeń czynionych na otoczeniu przez kierowców. Największą popularność zdobył jednak Habbo Hotel (Sulake, 2000), wirtualny świat oparty na rozmowach i wspólnej rywalizacji z innymi graczami, oparty na modelu free-to-play. W szczytowym okresie popularności Habbo gromadził około 10 milionów graczy miesięcznie.
Fińska branża odpowiadała też za niektóre porty międzynarodowych przebojów na konsole przenośne. Studio RedLynx wyprodukowało grę strategiczną Warhammer 40,000: Squad Command (2007) na podstawie tytułowego amerykańskiego uniwersum, umożliwiającą destrukcję wirtualnego otoczenia.

### Gry niezależne oraz pierwsze gry na platformy dystrybucji cyfrowej
Wśród gier freeware powodzeniem cieszył się bezpłatny symulator skoków narciarskich Deluxe Ski Jump (Mediamond, 1999). Gra miała w Polsce status gry kultowej na fali popularności skoczka narciarskiego Adama Małysza. Autor gry Jussi Koskela przyznawał jeszcze w 2022 roku, że około 80% graczy w Deluxe Ski Jump stanowili Polacy, choć grano w nią też w Słowenii, Niemczech, Norwegii, Austrii i Finlandii.
W 2005 roku zadebiutowała platforma dystrybucji cyfrowej Steam, co miało istotny wpływ na dalszą działalność fińskich programistów, zwłaszcza tych związanych z małymi studiami. Steam umożliwił wielu twórcom możliwość łatwiejszego dotarcia do szerokiej społeczności graczy, czego przykładem był sukces utrzymanej w klimatach Alien Breeda strzelanki Shadowgrounds (Frozenbyte, 2005) Lauriego Hyvärinena. Housemarque dalej projektowało komercyjne gry o sportach zimowych, wśród nich Transworld Snowboarding (2002), lecz, tak jak Frozenbyte, najbardziej zyskało na produkcjach dystrybuowanych cyfrowo, w tym na konsolowej Super Stardust HD (2007).

### Konsolidacja dziennikarstwa growego
Na przełomie XX i XXI wieku doszło do pewnych zmian w fińskim dziennikarstwie growym. Przejściowo funkcjonujący na fali popularności konsoli PlayStation periodyk „Peliasema” (zał. 1998) w 2001 roku połączył siły z „Pelit”. „MikroBitti” znów odzyskał grono czytelników, w szczytowym okresie popularności sprzedając się w nakładzie ponad 100 tysięcy egzemplarzy; po 2006 roku ponownie zanotował spadek sprzedaży i został ostatecznie połączony z magazynem „Hifi”, stając się periodykiem o tematyce ogólnoinformatycznej.

## Eksplozja branży (po 2008)

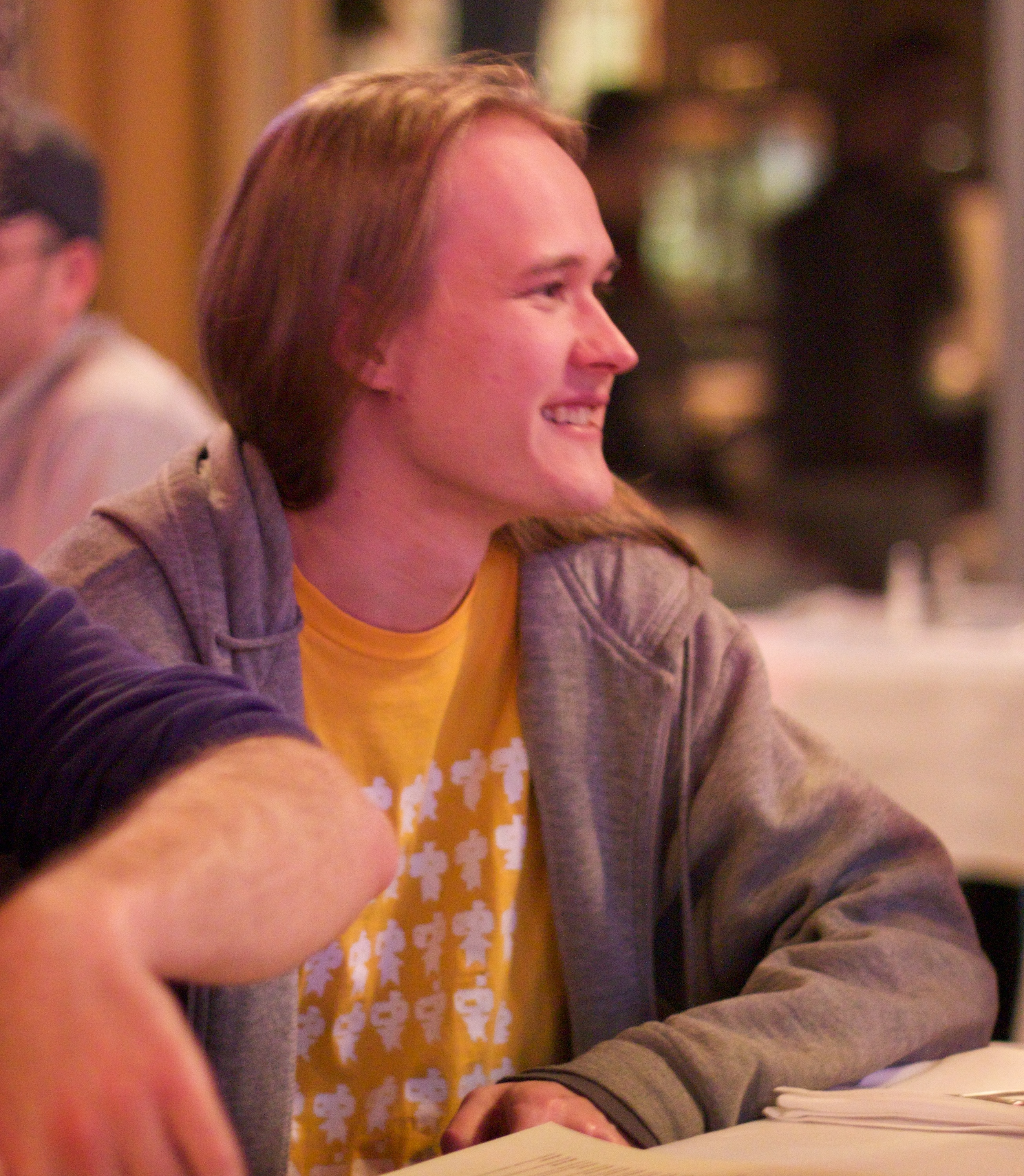
Petri Purho, przedstawiciel niezależnego sektora fińskich gier komputerowych

Rynek gier komputerowych w Finlandii stopniowo stawał się coraz bardziej przyjazny dla twórców gier na platformy mobilne. Ewenementem początku XXI wieku stała się olbrzymia popularność gry logicznej Angry Birds (Rovio, 2009), w której celem gracza było wystrzelenie wojowniczych ptaków z procy i zburzenie fortec bronionych przez świnie. Ważną rolę w popularyzacji gry odegrała platforma dystrybucyjna App Store. Na podstawie Angry Birds powstały między innymi serial telewizyjny i dwa filmy pełnometrażowe. Udane okazały się też gry innych niezależnych artystów: Crayon Physics Deluxe (2009) i Noita (2020) autorstwa Petriego Purho, utrzymana w konwencji high fantasy seria gier logiczno-platformowych Trine (Frozenbyte, 2009) Jukki Kokkonena, tworzony przez RedLynx cykl wymagających symulacji jazdy motocyklem Trials (2000–2019), inspirowanych Elasto Manią, oraz ponadprzeciętnie popularna zręcznościowa gra samochodowa Hill Climb Racing (Fingersoft, 2012). Na wadze zyskała także popularność gier przeznaczonych dla codziennych odbiorców z systemem mikropłatności, w tym Clash of Clans (Supercell, 2012).
Z uznaniem spotkał się również wysokobudżetowy horror Remedy, Alan Wake (2010). Tytułowy bohater gry, poczytny pisarz, wyrusza na poszukiwanie żony, która znika w tajemniczych okolicznościach. Alan Wake zdradzał inspirację powieściami grozy Stephena Kinga. Alan Wake, podobnie jak Max Payne, odniósł sukces komercyjny (3,5 miliona sprzedanych egzemplarzy) i doczekał się w 2023 roku kontynuacji pod nazwą Alan Wake 2. Remedy wyprodukowało też np. osadzoną w realiach fantastyki naukowej grę Quantum Break (2016), gdzie pojawiał się motyw rozpadu czasoprzestrzeni. Motyw horroru oprócz Alana Wake’a pojawiał się w Dead Nation (Housemarque, 2010) o obronie przed inwazją zombie oraz grze Lucius (Shiver Games, 2012) o dojrzewaniu morderczego diabelskiego syna w świecie ludzi.
Fińska branża gier komputerowych zyskała na znaczeniu także za sprawą symulatorów o różnorodnej tematyce. Cities: Skylines (Colossal Order, 2017), rywalizujący z amerykańską serią gier w budowę miasta SimCity, sprzedał się w ciągu roku od premiery w nakładzie 3,5 miliona egzemplarzy. Elastyczne możliwości modelowania własnych miast w tym symulatorze powodowały, że wykorzystywano grę do pieczołowitego tworzenia wirtualnych makiet istniejących miejscowości – w celach rozrywkowych oraz do rzeczywistego planowania inwestycji. Dla odmiany ekscentryczny symulator My Summer Car (2016) Johannesa Rojoli, który stawia graczowi za cel odnowienie samochodu należącego do pewnego Fina, wyróżniał się monotonią. Czas spędzany na renowacji pojazdu powodował stres u sterowanego bohatera, który musiał on rozładować poprzez np. picie piwa oraz pobyty w saunie. Ze względu na powolne tempo My Summer Car zaliczano do tzw. ennui simulators („symulatorów nudy”). Zupełnie odmienny w dynamice był symulator samochodowy Wreckfest (Bugbear Entertainment, 2018), gdzie podobnie jak we FlatOucie należało się skupić na destrukcji pojazdów przeciwnika w możliwie twórczy sposób.

## Stan branży w Finlandii, kultura graczy
Badanie przeprowadzone w 2007 roku sugerowało, że nie zachodziła wyraźna różnica procentowa udziału mężczyzn i kobiet w fińskiej kulturze graczy (mężczyźni przeważali jedynie w grupie 25–34 lat). Badanie wykazało też, że choć Finowie grają przeważnie w samotności (34% respondentów), to są aktywniejsi społecznie od osób niegrających. Sam przemysł growy i dyskurs okołobranżowy jest jednak zdominowany przez mężczyzn; według badania z 2022 roku w branży gier w Finlandii kobiety sprawowały jedynie 20% stanowisk. Od przełomu XX i XXI wieku bujnie rozwija się w Finlandii zjawisko retrogamingu, oparte na nostalgicznym powrocie do dawnych gier komputerowych.